# Blackheath FC

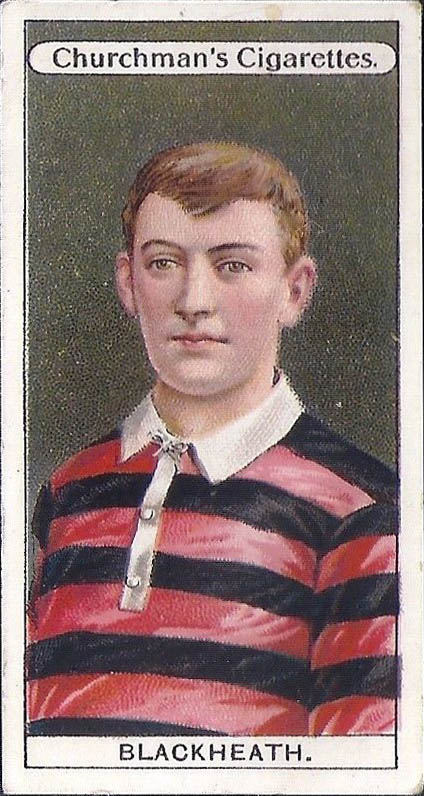
Zawodnik w barwach Blackheath na karcie kolekcjonerskiej z 1909

Blackheath Football Club (Blackheath FC, Blackheath Rugby) – angielski klub rugby union z Londynu, założony w 1858; jeden z najstarszych klubów rugby na świecie i jeden z czołowych klubów rugby w Anglii w drugiej połowie XIX w. i pierwszej połowie XX w., współzałożyciel The Football Association i Rugby Football Union. Drużyna nosi przydomek The Club.

## Historia

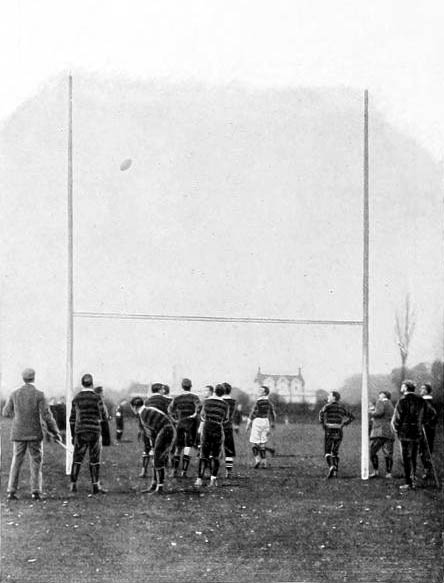
Scena z meczu z 1905, zawodnicy Blackheath tyłem a pierwszym planie

Blackheath Football Club był jednym z pierwszych klubów futbolowych – drużynę założyli w 1858 w londyńskim Blackheath byli uczniowie tutejszej szkoły Blackheath Proprietary School   . Początkowo występowali jako Old Blackheathens  , ale ostatecznie w 1862 zdecydowali się na przyjmowanie do klubu członków spoza byłych uczniów szkoły   . Ten krok pozwolił im w przyszłości stać się jednym z czołowych klubów rugby w Londynie – przyciągali dawnych uczniów uprawiających rugby w swoich szkołach po przyjeździe do Londynu. To wówczas nadano klubowi obecną nazwę i ramy organizacyjne   . Doroczne starcia pomiędzy drużynami szkoły i klubu odbywały się przez wiele lat .
Uprawiano tu grę w piłkę według reguł z Rugby School z pewnymi modyfikacjami (m.in. pozwalano podnosić piłkę z ziemi, a także biec przed zawodnikiem ze swojej drużyny niosącym piłkę, blokując przeciwników). W 1863 Blackheath FC było jednym z założycieli Football Association  , a skarbnik klubu Francis Campbell został też skarbnikiem FA  . Blackheath stanowiło tam jednego z głównych orędowników gry według reguł z Rugby School: noszenia piłki w ręku i hackingu – ostatecznie opuściło szeregi organizacji po odrzuceniu tych reguł  . Jednak w 1886, choć pozostano przy regułach z Rugby, zrezygnowano w klubie z hackingu . Paradoksalnie, Blackheath pozostało ostatnim istniejącym spośród jedenastu klubów uczestniczących w pierwszym spotkaniu FA .
W grudniu 1870 sekretarze Blackheath (Benjamin Burns) i innego londyńskiego klubu, Richmond, opublikowali w prasie list wzywający kluby uprawiające futbol w wersji Rugby do spotkania w celu ujednolicenia reguł. Zainspirowali w ten sposób powstanie w styczniu 1871 organizacji zrzeszającej kluby rugby – Rugby Football Union, której Blackheath było jednym z założycieli  . Także w grudniu 1870 Burns przyjął opublikowane w prasie przez reprezentantów Szkocji wyzwanie do rozegrania spotkania międzynarodowego. Wśród reprezentantów Anglii uczestniczących w pierwszym w historii takim meczu byli też gracze Blackheath – pierwszym kapitanem reprezentacji został Frederick Stokes , grał też Burns (w sumie wśród 20 zawodników Anglii czterech było z Blackheath ). Stokes, były uczeń Rugby School, trzy lata później został prezesem Rugby Football Union .
W okresach 1871–1885, 1880–1891 oraz 1911–1914 zawodnicy Blackheath byli najczęstszymi reprezentantami Anglii. W 1879 Blackheath rozegrało mecz z najlepszą drużyną z Walii, a dwa lata później na klubowym boisku odbył się pierwszy w historii mecz reprezentacji Anglii i Walii; kapitanem reprezentacji Anglii był w nim kapitan Blackheath, brat Fredericka Stokesa, Lennard Stokes. Pod jego przewodnictwem Blackheath w ciągu pięciu lat wygrało 77 mecze przegrywając tylko 6 – było wówczas najsilniejszą drużyną rugby w Anglii . W Blackheath wprowadzono w tamtym okresie innowację – grę podaniami. W 1888 w wyprawie sportowej do Australii i Nowej Zelandii uznawanej obecnie za pierwszą wyprawę British and Irish Lions uczestniczył zawodnik Blackheath Andrew Stoddart, który po śmierci pierwszego kapitana drużyny objął tę funkcję (później został też kapitanem reprezentacji Anglii). Zawodnicy Blackheath uczestniczyli także w wielu kolejnych wyprawach Lions, aż do 1968. Z kolei w 1890 kapitan Blackheath Percy Carpmael założył inną instytucję świata rugby, klub Barbarians . W marcu 1901, w trzydziestolecie pierwszego meczu międzynarodowego, na stadionie Blackheath zorganizowano spotkanie Anglii ze Szkocją. W 1905 Blackheath było jednym z klubów, które zmierzyły się z reprezentacją Nowej Zelandii podczas jej pierwszej wyprawy do Europy (drużyna przegrała ten mecz 0:32; goście z południowej półkuli zdominowali wówczas całkowicie wszystkie angielskie drużyny).
Blackheath oraz Richmond były długo wiodącymi londyńskimi klubami rugby. Aż do momentu wprowadzenia zawodowstwa do tego sportu pod koniec XX w. klub był rekordzistą pod względem liczby występów jego zawodników w reprezentacji Anglii . Podczas I wojny światowej klub zaprzestał działalności (angielscy rugbyści masowo wstępowali do sił zbrojnych). W sezonie 1919/1920 pod przewodnictwem C.H. Pillmana drużyna wygrała 23 z 25 meczów . W 1924 drużyna Blackheath pokonała reprezentację Stanów Zjednoczonych – obrońców złotego medalu olimpijskiego, będących wówczas w drodze na letnie igrzyska olimpijskie w Paryżu. Podczas II wojny światowej wskutek działań wojennych klub stracił aż 24 członków, a w 1945 tymczasowo stworzył wspólną drużynę z Richmond . 
Dominacja w angielskim rugby londyńskich klubów takich jak Blackheath, Richmond czy Harlequins została podkopana w latach 60. XX w., głównie przez drużyny spoza stolicy. Gdy w 1987 tworzono angielski system ligowy, Blackheath znalazło się na drugim jego poziomie. Po wprowadzeniu do rugby zawodowstwa klub postanowił zachować status amatorski. W sezonie 2021/2022 pierwsza drużyna męska gra na trzecim poziomie ligowym w Anglii (National League 1), a żeńska na drugim poziomie ligowym w Anglii (Women’s Championship South 1).
Początkowo drużyna grała na miejskiej łące, nazywanej heath, w pobliżu pubu Princess of Wales, którego używała jako swoją siedzibę. Przyciągała jednak wielu widzów i w 1877 zdecydowaniu o zorganizowaniu własnego boiska, Richardson’s Field. Gdy w 1882 ten teren sprzedano, drużyna przeniosła się na Swainson’s Field, później nazwany Rectory Field, gdzie zbudowano także budynek klubowy. Teren ten klub wykupił po I wojnie światowej . W 2016 pierwsza drużyna Blackheath opuściła Rectory Field. Obiekt pozostał nadal użytkowany przez klubowe drużyny, ale najważniejsze mecze są rozgrywane na rozbudowanym w XXI w. obiekcie Well Hall .
Zawodnikiem klubu miała być fikcyjna postać, jeden z głównych bohaterów powieści i opowiadań o Sherlocku Holmesie, jego asystent doktor Watson. Według jednej z teorii dotyczącej tożsamości Kuby Rozpruwacza, miał nim być członek Blackheath, Montague Druitt.